# Melinoessa aemonia
Timana aemonia là một loài bướm đêm trong họ Geometridae.